# Comunitat de municipis del País Bigouden Sud
La Comunitat de municipis del País Bigouden Sud (en bretó Kumuniezh kumunioù Su ar Vro Vigoudenn) és una estructura intercomunal francesa, situada al departament del Finisterre a la regió Bretanya, al País de Cornualla. Té una extensió de 167,09 kilòmetres quadrats i una població de 36.274 habitants (2006).

## Composició
Agrupa 12 comunes :
1. Combrit
2. Guilvinec
3. Île-Tudy
4. Loctudy
5. Penmarc'h
6. Plobannalec-Lesconil
7. Plomeur
8. Pont-l'Abbé
9. Saint-Jean-Trolimon
10. Treffiagat
11. Tréguennec
12. Tréméoc